# Homoeocera ianthina
Homoeocera ianthina är en fjärilsart som beskrevs av Max Wilhelm Karl Draudt 1915. Homoeocera ianthina ingår i släktet Homoeocera och familjen björnspinnare. Inga underarter finns listade i Catalogue of Life.